# Lamure-sur-Azergues
Lamure-sur-Azergues település Franciaországban, Rhône megyében. Lakosainak száma 1051 fő (2022. január 1.). Lamure-sur-Azergues Claveisolles, Chambost-Allières, Saint-Cyr-le-Chatoux, Saint-Nizier-d'Azergues, Vaux-en-Beaujolais és Grandris községekkel határos.

## Népesség
A település népességének változása:
| Lakosok száma | 1040 | 1048 | 1115 | 1048 | 1049 | 1055 | 1049 | 1055 | 1051 |
|               | 2013 | 2015 | 2016 | 2017 | 2018 | 2019 | 2020 | 2021 | 2022 |